# Kanaltorgsgatan
Kanaltorgsgatan är en gata inom stadsdelarna Nordstaden och Gullbergsvass i Göteborg. Den är cirka 170 meter lång, och sträcker sig från Sankt Eriksgatan/Östra Hamngatan till Nils Ericsonsgatan.
Gatan fick sitt namn 1953 efter Kanaltorget (som låg i det sydöstra hörnet av mötet mellan Östra Hamnkanalen och Lilla Bommens bro, vilken sammanband Kanaltorget med Sankt Eriks Torg), som utgick då ny stadsplan genomfördes. Förleden Kanal- efter Östra Hamnkanalen, som lades igen 1936.